# قانون و دین
قانون و دین (انگلیسی: Law and religion) مطالعه بین رشته‌ای روابط بین قانون، به ویژه  حقوق عمومی و دین است. مجله وگ گزارش می‌دهد که در اواخر سال ۱۹۰۰، رویکرد قانون و دین جدیدی پدید آمد که به تدریج سهم خود را در مطالعات دینی باز کرد. تا سال ۱۹۸۳ بیش از دوازده سازمان و کمیته علمی تشکیل شد و فصلنامه علمی، مجله حقوق و دین، در همان سال منتشر شد. انتشار مجله حقوق کلیسایی در سال ۱۹۸۷ آغاز شد. مجله حقوق و دین روتگرز در سال ۱۹۹۹ تأسیس شد. مجله حقوق و دین آکسفورد در سال ۲۰۱۲ در انگلستان تأسیس شد.